# Mine (Fernsehserie)
Mine (마인 Main) ist eine südkoreanische Fernsehserie mit Lee Bo-young, Kim Seo-hyung, Cha Hak-yeon und Park Hyuk-kwon. Sie besteht aus 16 Episoden und wurde vom 8. Mai bis zum 27. Juni 2021 auf tvN ausgestrahlt. Sie kann auf Netflix gestreamt werden.

## Handlung
Die Serie zeigt einen Einblick in den Lebensstil der High Society und folgt starken und ehrgeizigen Frauen, die versuchen, die wahre „Mine“ zu finden.

## Besetzung

### Hauptrollen
- Lee Bo-young als Seo Hi-soo
- Kim Seo-hyung als Jung Seo-hyun (Cho Hye-won als junge Jung Seo-hyun)
- Ok Ja-yeon als Kang Ja-kyung/Lee Hye-jin

### Nebenrollen
- Lee Hyun-wook als Han Ji-yong
- Park Hyuk-kwon als Han Jin-ho
- Cha Hak-yeon als Han Soo-hyuk
- Jung Yi-seo als Kim Yoo-yeon
- Ye Soo-jung als Mutter Emma/Seol-hwa
- Jung Hyun-joon als Han Ha-joon
- Park Won-sook als Yang Soon-hye
- Jung Dong-hwan als Vorsitzender Han Suk-chul
- Kim Hye-hwa als Han Jin-hee
- Jo Eun-sol als Park Jung-do
- Park Sung-yeon als Butler Joo
- Yoon Seon-ah als Hwang Gyeong-hye
- Lee Joong-ok als Kim Seong-tae
- Jang Ha-eun als Roh A-rim
- Jo Yoon-seo als Oh Soo-young
- Jung Hyun-joon als Han Ha-joon, Stiefsohn von Hee-soo
- Ahn Ji-hye als stellvertretende Direktorin der Seohyun Gallery
- Kim Ji-woo als Ji-won
- Kim Jung-hwa als Suzy Choi
- Song Seon-mi als Seo Jin-kyung
- Oh Jung-yeon als Mi-joo
- Jung Yi-seo als Kim Yu-yeon
- Yoon Seon-ah als Hwang Gyeong-hye
- Kim Nam-jin als Ko Mi-jin
- Kim Jung-suk als Chauffeur Kim
- Kim Sang-hoon als Gesangstrainer von Yang Soon-hye
- Kim Jin-tae als Chauffeur von Han Ji-yong

## Einschaltquoten
| Folge        | Ausstrahlungsdatum | Einschaltquote | Einschaltquote |
| Folge        | Ausstrahlungsdatum | AGB Nielsen    | AGB Nielsen    |
| Folge        | Ausstrahlungsdatum | landesweit     | Seoul          |
| ------------ | ------------------ | -------------- | -------------- |
| 1            | 8. Mai 2021        | 6,565 %        | 7,906 %        |
| 2            | 9. Mai 2021        | 6,017 %        | 6,836 %        |
| 3            | 15. Mai 2021       | 5,578 %        | 6,399 %        |
| 4            | 16. Mai 2021       | 7,373 %        | 7,822 %        |
| 5            | 22. Mai 2021       | 6,943 %        | 7,717 %        |
| 6            | 23. Mai 2021       | 8,173 %        | 8,678 %        |
| 7            | 29. Mai 2021       | 8,627 %        | 9,959 %        |
| 8            | 30. Mai 2021       | 9,023 %        | 9,817 %        |
| 9            | 5. Juni 2021       | 8,421 %        | 9,807 %        |
| 10           | 6. Juni 2021       | 9,354 %        | 10,016 %       |
| 11           | 12. Juni 2021      | 8,314 %        | 9,030 %        |
| 12           | 13. Juni 2021      | 9,487 %        | 9,703 %        |
| 13           | 19. Juni 2021      | 8,821 %        | 9,792 %        |
| 14           | 20. Juni 2021      | 9,395 %        | 9,957 %        |
| 15           | 26. Juni 2021      | 8,720 %        | 10,589 %       |
| 16           | 27. Juni 2021      | 10,512 %       | 11,221 %       |
| Durchschnitt | Durchschnitt       | 8,208 %        | 9,078 %        |